# Phyllophorus pedinaequalis
Phyllophorus pedinaequalis is een zeekomkommer uit de familie Phyllophoridae.
De wetenschappelijke naam van de soort werd in 1969 gepubliceerd door Gustave Cherbonnier.